# MyNavi Sendai
Maillots
Le MyNavi Sendai Ladies  (マイナビ仙台レディース) est un club japonais de football féminin basé à Sendai dans la préfecture de Miyagi.

## Historique
- 2012 : création de la section féminine au Vegalta Sendai

## Palmarès
- Championnat du Japon de Challenge League (D2) :
  - Champion : 2012